# Funchal
Funchal je glavni grad portugalskog teritorija Madeire.
U slobodnom prijevodu Funchal znači "puno kopra". Naselje je osnovano 1419., grad 1421. Tijekom 16. stoljeća grad je bio važan za trgovinu Europe s Afrikom i Amerikom. Glavni proizvodi bili su šećer i domaće vino. Grad je bio odmorište i lječilište europske elite i plemstva.

## Stanovništvo
Grad ima 45 000 stanovnika u centru, te 103 962 ukupno.

## Klima
Grad uživa suptropsko-mediteransku klimu.

## Šport
U gradu djeluje nogometni klub "Andorinha". Iz Funchala je portugalski nogometaš Cristiano Ronaldo.